# Jusan Bank
«Жусан Банк» — казахстанський банк. Головний офіс розташований в Алмати. Станом на 1 жовтня 2019 року функціонує 20 регіональних відділень та 118 підрозділів.

## Історія розвитку

### 2020
- Прийнято стратегію розвитку банку на 5 років, засновану на створенні окремої екосистеми
- Запущено Apple Pay і Samsung Pay.

### 2019
- First Heartland Securities викупить 99,5% простих акцій банку.
- Цеснабанк змінив назву на First Heartland Jýsan Bank під роздрібним брендом Jýsan Bank (Zhusan Bank затвердженим латинським алфавітом)
- Головний офіс банку переїхав до Алмати
- Злиття Jýsan Bank і First Heartland Bank завершено
- Активний розвиток ІТ-платформи, випуск нових карт і мобільних додатків

### 2018
- Затверджено механізм модернізації агропромислового комплексу та досягнуто домовленості про погашення проблемних кредитів із кредитного портфеля банку на суму 450 млрд тенге.

### 2017
- Найбільший в Казахстані VIP-центр із цілодобовим автоматизованим депозитарієм відкрився в Алмати
- Банк відзначив своє 25-річчя

### 2016
- Офіційним бренд-амбасадором банку став Геннадій Головкін
- Банк виступав провідним менеджером та банком-учасником синдикованого кредиту Банку Мінська Білорусі.

### 2015
- Банк підписав угоду з Росексімбанком про загальне фінансування операцій за участю казахстанських компаній-імпортерів та російських експортерів
- Банк розпочав випуск та обслуговування міжнародних платіжних карток MasterCard

### 2014
- Сума активів банку перевищила 1 трлн тенге

### 2013
- Відкрито відділення банку в Талдикоргані
- Цеснабанк і Євразійський банк розвитку нададуть 4 млн. грн. Підписано угоду про поновлювану кредитну лінію для фінансування торгівлі на суму доларів США

### 2012
- Річний проект британського журналу Цеснабанк World Finance входить до списку 100 провідних компаній і лідерів світу
- «Цеснабанк» отримав Золоту медаль АТ «Корпорація «Цесна».
- World Finance Цеснабанк 2012 Визнаний найкращим комерційним банком Казахстану.
- Рейтингове агентство Standard & Poor's (S&P) змінило прогноз рейтингів Цеснабанку з «Негативного» на «Стабільний», підтвердило довгостроковий кредитний рейтинг до «B», короткостроковий кредитний рейтинг на «B» та рейтинг Казахстану за національною шкалою до “kzBB +”.піднято до рівня.
- Банк збільшив статутний капітал на 4,9 млрд тенге. збільшено на тенге.

### 2011
- 2010 рік В результаті він став найкращим партнером системи грошових переказів «ЛІДЕР».
- Standard & Poor's підвищило довгостроковий кредитний рейтинг Цеснабанку з «B-» до «B», його рейтинг за національною шкалою з «kzBB-» до «kzBB +», а короткостроковий кредитний рейтинг з «B-» до « kzBB +'. Підтверджено на рівні C. Прогноз рейтингу – «Стабільний».

### 2010
- Сума банку 125 млн. грн. Проведено планове погашення 3-річного випуску єврооблігацій у доларах США.
- Банк отримав нагороди від провідних світових фінансових установ, Citigroup та Commerzbank AG за досягнення у сфері кореспондентських відносин та високу якість платежів.
- Банк завершив проект впровадження сучасного колл-центру.
- Банк завершив впровадження SAP ERP.
- Банк Цесна Гарант отримав дозвіл на отримання статусу крупного учасника страхової компанії.
- Відкрите відділення банку в Екібастузі.
- Банк збільшив статутний капітал на 5 млрд тенге. збільшено на тенге.

### 2009
- Банк успішно використав кошти другого траншу Програми стабілізації фінансування проектів малого та середнього бізнесу, що реалізується через АТ «Фонд розвитку підприємництва «Даму».
- Успішно використано кошти двох траншів, виділених через Фонд національного добробуту «Самрук-Казина» за програмою рефінансування іпотечних кредитів.
- Банк погасив частину боргу, зокрема, третій випуск на суму 5 млрд тенге. тенге з терміном погашення 3 роки та фіксованою купонною ставкою 8%.
- Банк уклав кредитну угоду на суму 13 мільйонів доларів США з Export Development Canada (EDC) для фінансування експорту обладнання канадських виробників до Республіки Казахстан. підписали договір кредитної лінії.
- Банк запровадив власний Процесинговий центр.
- Сума банку 16 млн. грн. Успішно погасив синдиковану позику в доларах США.
- Банк обрано розрахунковою організацією на Товарній біржі Євразійської торгової системи.
- З метою вирішення питань на ринку нерухомості та своєчасного фінансування завершення будівництва житла Банк і * АТ «Фонд суверенного добробуту «Самрук-Казина» та АТ «Фонд суверенного добробуту «Самрук-Казина» та банки другого рівня підписали Угоду про співпрацю у вирішенні проблем на ринку нерухомості.
- Сума банку 66 674 тис. З метою оптимізації терміну погашення боргового навантаження Банку було викуплено та визнано недійсними єврооблігації на суму 1 млрд. дол.

### 2008
- Банк брав участь у Програмі розвитку малого та середнього бізнесу (СМЕД) для виділення коштів на підтримку малого та середнього бізнесу.
- АТ «Цеснабанк» та Державна страхова корпорація зі страхування експортних кредитів та інвестицій підписали Меморандум про взаєморозуміння.
- Статутний капітал банку становить 2 млрд тенге. збільшено на тенге.
- Сума банку 16 млн. грн. Успішно погасив синдиковану позику в доларах США.
- Міністерство освіти і науки Республіки Казахстан нагородило Банк відзнакою «Меценат року - 2008» за активну благодійну допомогу.
- Банк підписав договір про партнерство з Урядом Республіки Казахстан, АТ «Казина» та АТ «Казахстанська іпотечна компанія», на підставі якого АТ «Казина» розмістило строковий банківський депозит для підтримки будівельних проектів в Астані.

### 2007
- Розпочалась унікальна акція «Парад автомобілів від Цеснабанку», серед вкладників банку в лотерею було передбачено 45 автомобілів та багато інших призів.
- Банк має 125 млн. грн. Єврооблігації в доларах США з купоном 9,875% і в 2010р. відшкодовано. Провідними менеджерами транзакцій були Citigroup і Dresdner Kleinwort.
- На позачергових Загальних зборах акціонерів АТ «Цеснабанк» прийнято рішення про збільшення статутного капіталу на 30 000 000 000 (тридцять мільярдів) тенге.
- Постанова Голови Агентства Республіки Казахстан з питань регулювання та контролю фінансового ринку та фінансових організацій від 07.02.2007р. Відповідно до наказу №53 від 07.02.2007 р. АТ «Цеснабанк» доручено здійснювати депозитарну діяльність на ринку цінних паперів. № 0

### 2006
- Сума банку становить 15 млрд тенге. Зареєстровано першу програму облігацій, за якою випущено 4 випуски облігацій.
- Сума банку 22 млн. грн. Підписано дебютну синдиковану позику в доларах США. Організаторами кредиту виступили Raiffeisen Zentralbank Österreich AG (Австрія) та Bankgesellschaft Berlin AG (Німеччина).
- АТ «Цеснабанк» та Агентство з регулювання та нагляду за фінансовими ринками та фінансовими організаціями підписали двосторонній меморандум про співпрацю та взаємодію щодо підвищення прозорості діяльності АТ «Цеснабанк».
- Створена Інформаційно-довідкова служба колл-центру банку, доступ до якої можна отримати з будь-якої точки Казахстану за номером 8 800 080 25 25.
- Міжнародне рейтингове агентство Fitch Ratings присвоїло АТ «Цеснабанк» такі рейтинги: рейтинг дефолту емітента – «В-», прогноз «Стабільний», короткостроковий рейтинг – «В».
- Для налагодження більш тісних зв'язків із клієнтами та визначення потреб та їх задоволення шляхом індивідуального продажу банківських продуктів у Банку створено Інститут управлінських відносин.
- Для юридичних осіб проведено акцію «Разом з Цеснабанком у Новий рік», яка дозволяє відкрити рахунок зі знижкою для нових та існуючих клієнтів Банку та встановити систему «Банк-Клієнт».
- За результатами маркетингової програми платіжної системи «VISA International» Цеснабанк отримав нагороду «Краща реклама просування VISA».
- Банк надав синдикований кредит на суму 50 млн. дол. Landesbank Berlin AG, Raiffeisen Zentralbank Oesterreich AG як книгопродавець.
- Банк посів перше місце в рейтингу кращих точок обслуговування Western Union в Казахстані.
- «Виграй квартиру в Астані!», присвячений 15-річчю АТ «Цеснабанк» серед усіх вкладників «Цеснабанку» провела безпрецедентну кампанію під назвою
- Відкриті філії в Актау, Атирау, Актобе, Уральську, Шимкенті.

### 2005
- Відкриті філії в Усть-Каменогорську, Петропавловську та Кокшетау.
- Випуск міжнародної платіжної картки Visa.
- Міжнародне рейтингове агентство Standard & Poor's присвоїло АТ «Цеснабанк» кредитний рейтинг контрагента та рейтинг депозитних сертифікатів на рівні «B-C». Прогноз «Стабільний».
- Агентство Республіки Казахстан з регулювання та нагляду за фінансовим ринком і фінансовими організаціями погодило, що АТ «Корпорація «Цесна» отримає статус банківського холдингу АТ «Цеснабанк».

### 2004
- Відкрито філію в Астані в Астані, КЕБ у Кокшетау та філію в Караганді.
- Банк став асоційованим членом міжнародної платіжної системи VISA та членом Казахстанського іпотечного гарантійного фонду.
- Міжнародне рейтингове агентство Moody's Investors Service присвоїло АТ «Цеснабанк» такі рейтинги: довгострокові депозити в іноземній валюті на рівні «В1», рейтинг фінансової стабільності «Е+». Прогноз «Стабільний».

### 2003
- За результатами моніторингу, проведеного Міністерством сільського господарства, Банк визнано найкращим серед банків, які беруть участь у реалізації кредитної лінії Світового банку.
- Рішенням Біржової ради Казахстанської фондової біржі акції банку включені до офіційного списку цінних паперів категорії CASE «A».
- Європейський банк реконструкції та розвитку назвав банк банком з найякіснішим кредитним портфелем.
- За результатами Правління Національного банку Республіки Казахстан банк визнано таким, що пройшов Міжнародні стандарти бухгалтерського обліку для автоматизації банківських інформаційних технологій.

### 2001
- За результатами правління Національного банку Республіки Казахстан Цеснабанк визнано таким, що відповідає вимогам «Положення про порядок переходу банків другого рівня на міжнародні стандарти».

### 2000
- АТ «Цеснабанк» став членом Казахстанського фонду страхування вкладів.

### 1998-2001
- Банк разом із Rabobank (Нідерланди) брав участь у Програмі інституційного розвитку Twinning.

### 1998
- Відкрито кредитні лінії Азійського банку розвитку для аграрного сектору та Європейського банку реконструкції та розвитку для розвитку малого та середнього бізнесу та підписано угоду зі Світовим банком на підтримку постприватизації сільського господарства.

### 1997 р.
- Відкриті філії в Степногорську та Павлодарі.

### 1996
- Підписано угоду з Центральноазійсько-американським фондом підтримки підприємництва (Азійська кредитна компанія) для фінансування малого та середнього бізнесу.

### 1993 р.
- Відкриті філії в Алмати та Костанаї.